# Kourityaoghin (Loumbila)
Pour les articles homonymes, voir Kourityaoghin.
Kourityaoghin, également orthographié Kouriyaoghin, est une localité située dans le département de Loumbila de la province de l'Oubritenga dans la région Plateau-Central au Burkina Faso.

## Santé et éducation
Kourityaoghin accueille un centre de santé et de promotion sociale (CSPS) tandis que le centre médical avec antenne chirurgicale (CMA) de la province se trouve à Ziniaré.
Le village possède une école primaire publique.